# Нанана
«Нанана» — песня, записанная российской поп-группой «Винтаж» при участии Дмитрия Алмазова (Bobina) для их четвёртого студийного альбома Very Dance. «Нанана» выпущен 31 мая 2012 года как второй сингл из альбома. Песня стала российской версией трека «Cold Case Love» Bobina. «Нанана» — первый сингл группы, со времён выпуска их дебютного сингла «Мама Мия», который не попал в сотню лучших общего радиочарта портала Tophit.
Песня получила номинацию на премию RU.TV 2013 в категории «Движуха года» (самый танцевальный трек).

## Предыстория и релиз
Впервые о начале работы с Дмитрием Алмазовым в конце марта в своём твиттере упомянул Алексей Романоф. Позже он выложил там же фотографию Анны Плетнёвой с Дмитрием Алмазовым в студии, где они записывают совместный трек для нового альбома группы. В апреле Алексей в твиттере выложил фото и видео со съёмок нового клипа.
12 мая 2012 года был представлен тизер клипа «Нанана». Трек впервые был опубликован 17 мая 2012 года на странице Bobina на сайте PromoDJ. 23 мая песня появилась в списке тестируемых треков на портале Tophit, а 31 мая года состоялся её общероссийский релиз.

## Реакция критики
Трек «Нанана» группы Винтаж стал российской версией песни «Cold Case Love» Дмитрия Алмазова, более известного под псевдонимом Bobina. Интернет-пользователи успели негативно оценить композицию «Нанана», назвав сотрудничество с группой Винтаж «самым неудачным экспериментом продюсера». Сам Bobina уже дал свой комментарий на критику. «Удачный сингл или нет — покажет время, когда трек зазвучит на радио, когда его услышит та аудитория, на которую он был сделан. Я просто хотел сделать трек с русским вокалом. А если не с группой Винтаж, то с кем?», — отметил Bobina на своей Интернет-страничке в одной из социальных сетей. Булат Латыпов из «Афиши» дал песне и клипу положительную оценку. Он писал, что «огнедышащий дуэт Плетнёвой-Романофа после нарочито бодрой и крайне непритязательной „Москвы“ разрешился клипом на свежую песню „На-на-на“. И это батюшки мои что такое! Задраить все отсеки, на судне дискотека! Даже Салтыкова в образе наивной пейзанки из клипа „Я скучаю по тебе“ не была столь молочной. Не пришлось ко двору? Пройдите мимо нас и простите наше счастье».

## Музыкальное видео
Клип на эту песню снимался в апреле в Киеве под руководством режиссёра Сергея Ткаченко. В съёмках приняли участие самые красивые девушки и юноши Украины. Вышитые сорочки, шаровары, венки, чубы на бритых головах только подчёркивали национальный колорит. Всё это стало декорациями, на фоне которых Анна Плетнёва, которая является солисткой группы, осваивала новые сексуальные приёмы.
Сам клип был представлен на канале «Ello» за сутки до официального релиза сингла.
В клипе Анне пришлось доить корову, причём за неё это делала не дублёрша, а она сама. Курьёзов было не избежать. Так как рогатое животное всё никак не хотело подпускать к себе новую звёздную доярку. В конце съёмки Плетнёва даже чуть не пострадала от своей так называемой подопечной, взбесившаяся корова от усталости и ужаса начала метаться по студии сметая всё на своем пути.
Солистка «Винтажа» откровенно соблазняла десяток казаков, которые откровенно демонстрировали свою заинтересованность в певице. За всем этим спокойно наблюдал Алексей Романоф, которому досталась роль тракториста. График съёмок был плотный, артисты практически не отдыхали. Но перед сценой на сеновале всё-таки пришлось режиссёру объявить часовой перерыв. Так как накал сексуальных страстей был выше любого предела.
Анна Плетнёва осталась довольна полученному опыту. Ей пришлось нелегко во время съёмок — она доила корову, кушала лук, и самое главное — соблазняла десяток полуобнажённых казаков. Она сделала вывод о том, что женщина не должна останавливаться на достигнутом опыте, а наоборот, стремиться постоянно расширять границы своего сексуального сознания.

## Версии песни
- «Нанана» (radio edit)
- «Нанана» (extended club mix)[6]

## Чарты
| Страна/территория (Чарт)          | Высшая Позиция |
| --------------------------------- | -------------- |
| (Красная звезда. Сводный чарт)    | 69             |
| (Красная звезда. Экспертный чарт) | 9              |
| (Красная звезда. Радиочарт)       | 100            |
| (Красная звезда. Видеочарт)       | 6              |
| (Красная звезда. Народный чарт)   | 46             |
| (Красная звезда. Чарт продаж)     | 78             |
| (Tophit Топ-100 по заявкам)       | 83             |
| (Tophit Общий Топ-100)            | 114            |

## Награды и номинации
| Год  | Награда      | Номинированная работа | Категория    | Результат |
| ---- | ------------ | --------------------- | ------------ | --------- |
| 2013 | Премия RU.TV | «Нанана»              | Движуха года | Ожидается |